# Тямуща Ельза
«Тямуща Ельза» (нім. Die kluge Else) —  казка, опублікована братами Грімм у збірці «Дитячі та сімейні казки» (1819, том 1, казка 34). Згідно з класифікацією казкових сюжетів Аарне-Томпсона має номер 1450 і 1383.

## Сюжет
батьки тямущої Ельзи вирішили видати свою дочку заміж. Невдовзі з'явився хлопець Ганс, який висловив бажання одружитися з нею, але спочатку хотів підтвердити, насправді Ельза є так розумною, за яку її видають. З'явився у їхньому домі. Батьки послали дочку в погріб, аби та принесла пива. В погребі під час наливання пива Ельза почала плакати. Побачила на стіні кайло, яке забули мулярі, і уявила, як її з Гансом дитину пошлють до погреба по пиво і кайло впаде та заб'є її на смерть. 
Тим часом батьки, не знаючи, чому Ельза так довго не повертається, послали за нею спочатку робітницю, потім робітника, а вже тоді самі спустилися до погреба. Коли приходили й довідувалися про причину її плачу, дивувалися мудрості Ельзи та починали плакати разом із нею. Зрештою по погребу спустився сам Ганс, то дійшов до висновку, що більшої мудрості не вимагає від своєї дружини й освідчився їй. 
Після одруження Ельза замешкала з Гансом у його домі. Одного дня чоловік пішов на працю, а Ельзі наказав, аби та пішла на поле пшеницю жати. Ельза, однак, почала працю на полі з того, що попоїла і пішла спати. Коли чоловік побачив, що Ельза спить замість того, щоб працювати, обмотав її птахоловною сіткою з бубонцями. Ельза прокинулась ввечері та почала дзвеніти.  Здивована не була певна, чи є насправді Ельзою, а не кимось іншим. Бажаючи впевнитись, подалася додому і запитала, чи є всередині Ельза. Коли Ганс відповів, що є, зрозуміла, що вона не Ельза, а хтось інша і втекла з села, і ніхто з того часу її більше не бачив.

## Інтерпретації
Літературознавець Еріка Альма Мецгер розглядає спорідненість імені «Ельза» з ундиною Ільзе, що володіє прірвою, бачачи в її образі процес розвитку параноїдної шизофренії . Теолог, автор робіт з психоаналізу Ойген Древерманн вважає, що в Ельзі явлено приклад руйнування особистості через неправильне виховання . Письменник Хайнц-Петер Рор діагностує у Ельзи істеричний розлад особистості .

## «Синдром Розумної Ельзи»
«Синдромом Розумної Ельзи» або «Синдромом Бідної Ельзи» в психіатрії називається стан нав'язливої тривоги людини щодо свого майбутнього, яке постає в похмурих тонах. Описаний Джоном Флюгелем в 1945 році. Цей синдром нерідко проявляється серед молодих матерів, яким постійно здається, що їхнім дітям з усіх боків загрожує небезпека. У крайніх проявах синдром може вилитися в нав'язливий невроз повністю контролювати життя дитини, що підросла, і за будь-яку ціну утримувати її поруч із собою .